# Macrotera nahua
Macrotera nahua is een vliesvleugelig insect uit de familie Andrenidae. De wetenschappelijke naam van de soort is voor het eerst geldig gepubliceerd in 1992 door Snelling & Danforth.